# Hofanlage Bergstedtstraße 6

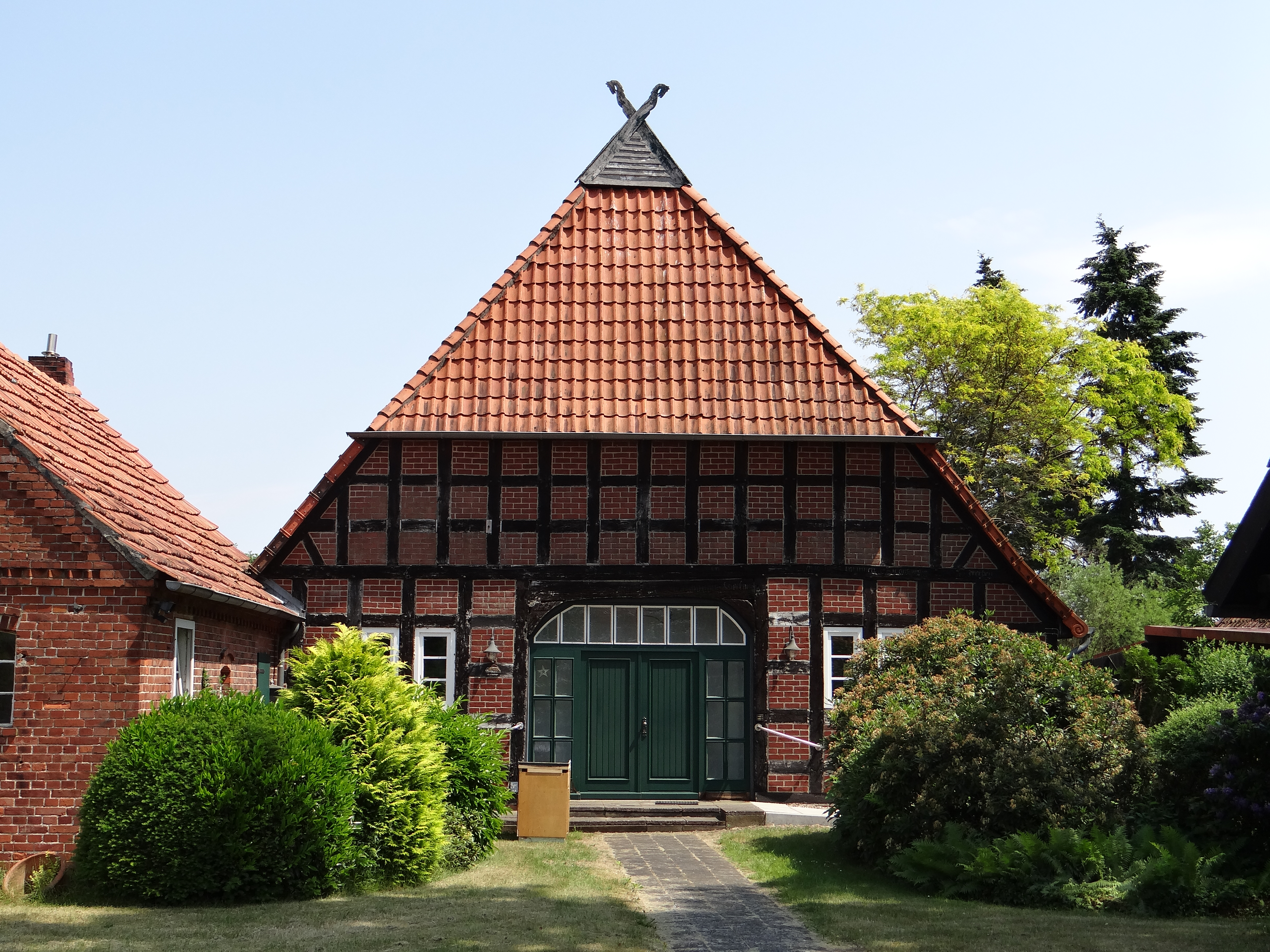
Wohn-/Wirtschaftsgebäude

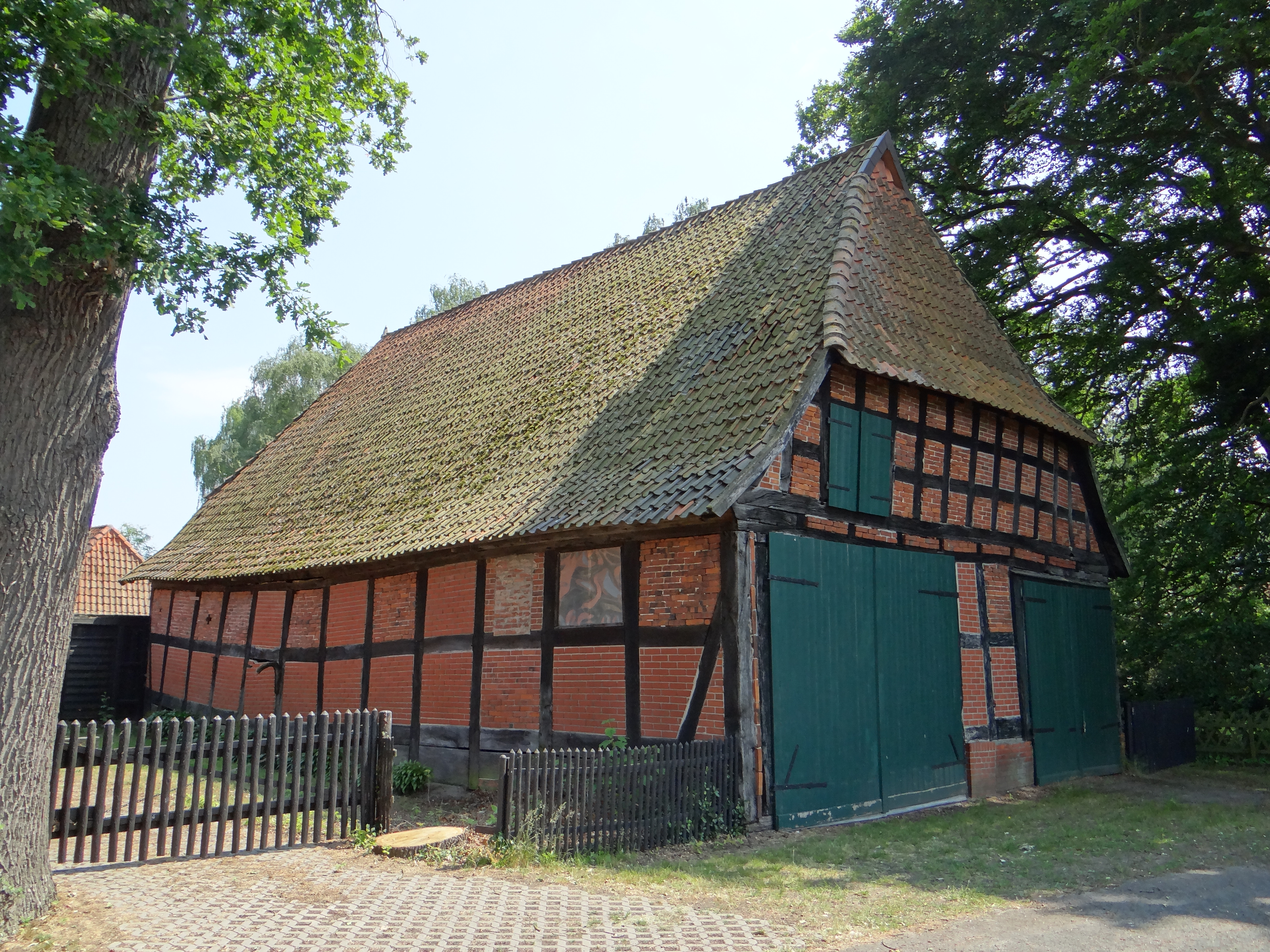
Scheune

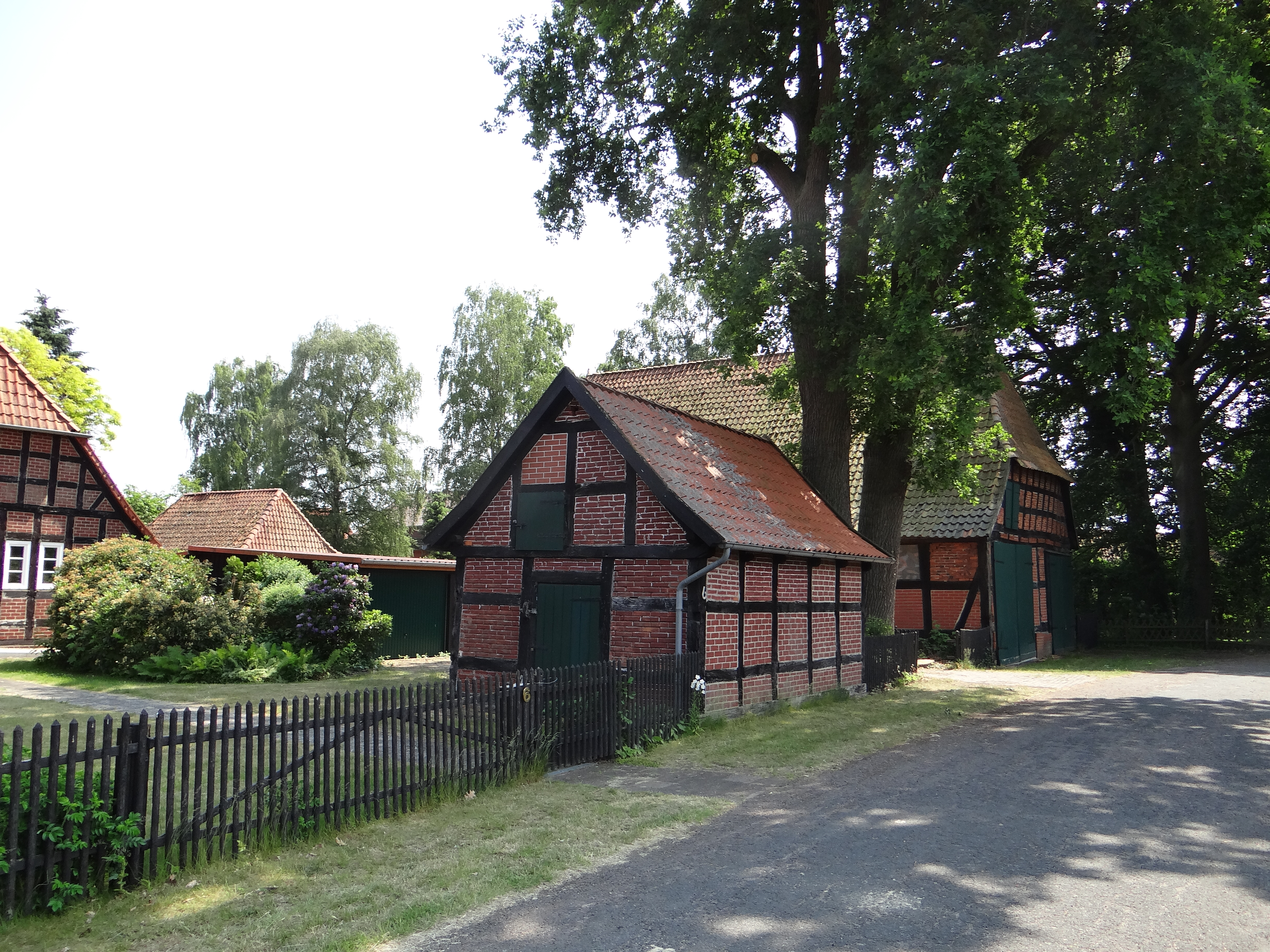
Kleiner Stall

Die Hofanlage Bergstedtstraße 6 in Hassel (Weser) in der niedersächsischen Samtgemeinde Grafschaft Hoya stammt aus dem 19. Jahrhundert.
Sie wird auch aktuell (2023) als landwirtschaftlicher Betrieb genutzt.
Die Gebäude stehen unter Denkmalschutz (siehe auch Liste der Baudenkmale in Hassel (Weser)).

## Beschreibung
Die Hofanlage der ursprünglich zwei Hofstellen besteht aus:
- dem eingeschossigen Wohn- und Wirtschaftsgebäude aus der Mitte des 19. Jahrhunderts als Zweiständer-Hallenhaus in Fachwerk mit Steinausfachungen sowie mit Krüppelwalmdach mit Uhlenloch und niedersächsischen Pferdeköpfen,
- dem eingeschossigen kleinen Stall von 1784 in Ziegelfachwerk mit Satteldach,
- der eingeschossigen Fachwerkscheune aus der Mitte des  19. Jahrhunderts mit Steinausfachungen, Krüppelwalm und mit linker und rechter Längseinfahrt
- und dem eingeschossigen zurückstehenden Schafstall aus der ersten Hälfte des 19. Jahrhunderts mit Walmdach.

Das Niedersächsische Landesamt für Denkmalpflege befand: „… geschichtliche Bedeutung … durch beispielhafte Ausprägung zweier Hofstellen in direktem räumlichen Bezug mit einem niederdeutschen Hallenhaus …“